# Nightingale (logiciel)
Pour les articles homonymes, voir Nightingale.
Nightingale est un lecteur audio multiplateforme libre qui a été forké de Songbird. Il est distribué sous licence libre GNU GPL v.2. Nightingale signifie en anglais rossignol.

## Histoire
Nightingale a été forké de Songbird car ce dernier n'était plus maintenu sous GNU/Linux.